# Poesía y Prosa (Gilberto Owen)

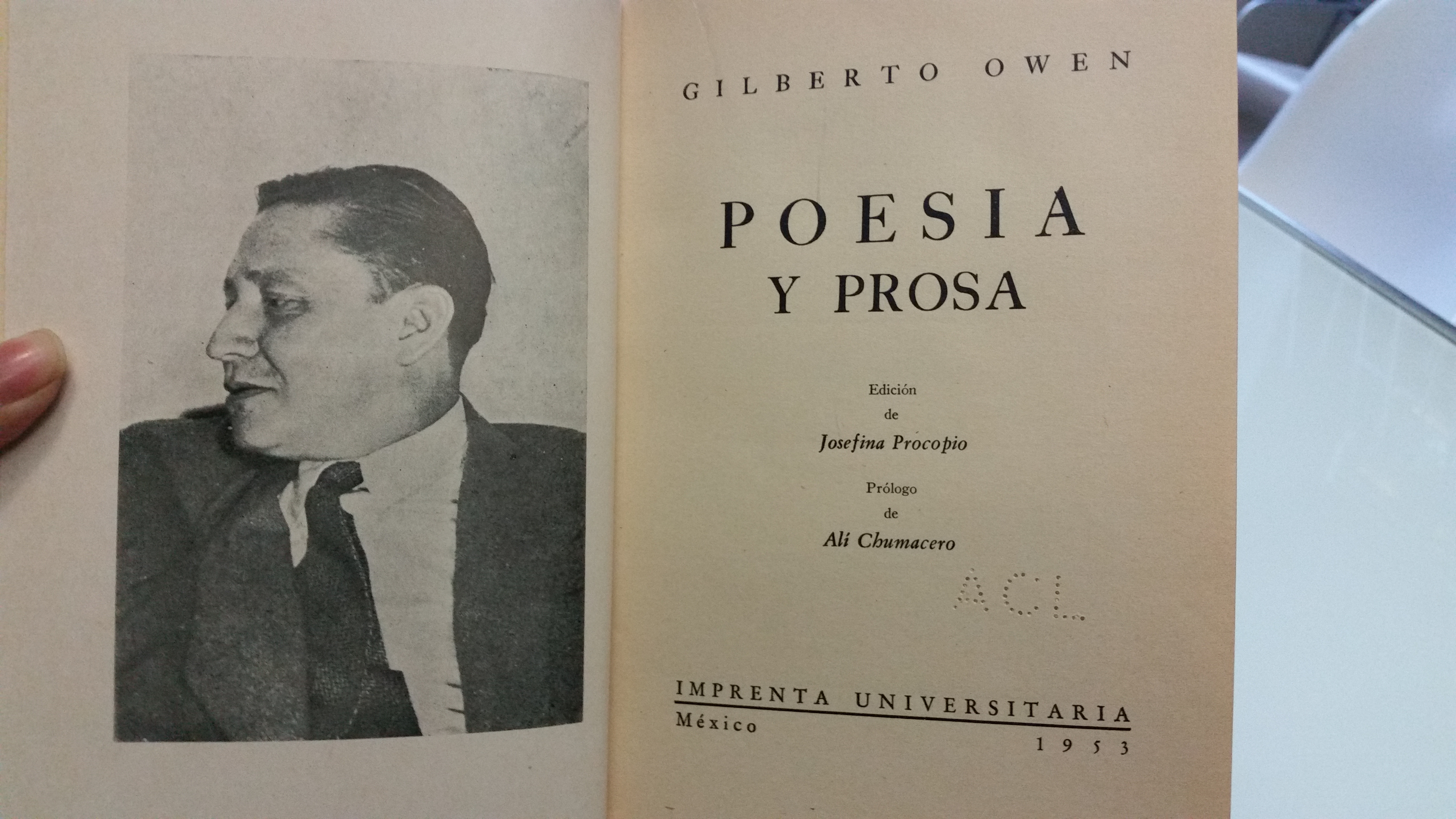
Primera edición de "Poesía y Prosa" recopilación por Josefina Procopio de la obra de Gilberto Owen. Imprenta Universitaria, 1953.

Poesia y prosa es una recopilación de obras de Gilberto Owen por Josefina Procopio publicado por Imprenta Universitaria de México en 1953. Un año antes de morir en Filadelfia, Owen quería reunir su obra para publicarla en México, sin embargo, no tenía ejemplares de sus libros o revistas por lo que le da autorización escrita a Procopio para ayudarlo a recopilar y editar. La mayoría de sus textos estaban dispersos en revistas, o  publicadas en los países que lo hospedaron durante su estadía en el extranjero. Esto provocó que algunos de ellos se perdieran o fuera muy difíciles de localizar; en especial por las diversas versiones de un mismo poema que llegaron a publicarse, como es el caso de "Sindbad el varado". Alfonso Reyes, Alí Chumacero y Enrique Carniado proporcionaron a Josefina ejemplares de la obra de Owen, que después, él mismo revisó y corrigió. Pese a ello, esta recopilación no contiene toda la obra de Owen, ya que faltan algunos poemas inéditos además de los que llegaron a perderse. Las obras que contiene son las siguientes:

## Obras recogidas
- De Desvelo:

- Desvelo
- Nueva nao de amor
- Escorzos
- La pompa de jabón
- Rasgos
- Cromo
- El lago
- Final

- De Línea:

- Sombra
- El hermano del hijo pródigo
- Espejo vacío

- Viento

- X
- Anti-Orfeo
- Raíces Griegas
- Remordimiento
- Poema en la que se usa mucho la palabra amor
- Viento
- Alegoría
- Naipe
- Poética
- La inhumana
- Viento
- Teologías
- El estilo y el hombre
- Novela
- Partía y moría
- Interior
- Historia Sagrada
- Maravillas de la voluntad
- Autorretrato o del subway
- 1.Perfil
- 2.Vuelo

- De Perseo vencido:

- Madrigal por Medusa
- Sindbad el Varado
- Tres versiones superfluas
- Discurso del paralítico
- Laberinto del ciego
- Regaño del viejo
- Libro de Ruth

- De Poemas no coleccionados:

- Carta (Defensa del hombre)
- Lázaro mal redivivo
- De la ardua lección
- "Espera, octubre..."
- "Allá en mis años..."
- "Es ya el cielo..."

- De  La Llama Fría:

- Ernestina, la beata
- Intermedio deportivo
- Elegía de las glándulas del mono
- Fotografía desenfocada

- Novela como nube:

- Ixión en la tierra
- Ixión en el Olimpo
- De Examen de Pausas:
- "...y es una exageración..."
- "Si partir es, todavía, morir un poco"
- "Si e quedara ciego..."
- "Ese vals tiene que ser viejo..."
- "La orquesta, sabiéndose efímera"

- De  Otras prosas:

- Salida de Gilberto
- Monólogos de Axel
- André Gide.Los alimentos terrestres
- Encuentros con Jorge Cuesta
- Fragmentos de Cartas